# Aeroportul Tumbler Ridge
Aeroportul Tumbler Ridge (IATA: TUX) este un aeroport din Columbia Britanică, Canada.
Situat la o altitudine de 933 m, aeroportul dispune de o singură pistă.